# 疣眼鹟科
疣眼鹟科（学名：Platysteiridae）是雀形目的一个科，包含32个物种，分类为以下3属：
- 蓬背鹟属 Batis
- 白尾鵙鹟属 Lanioturdus
- 疣眼鹟属 Platysteira